# وكالة أنباء نوفوستي

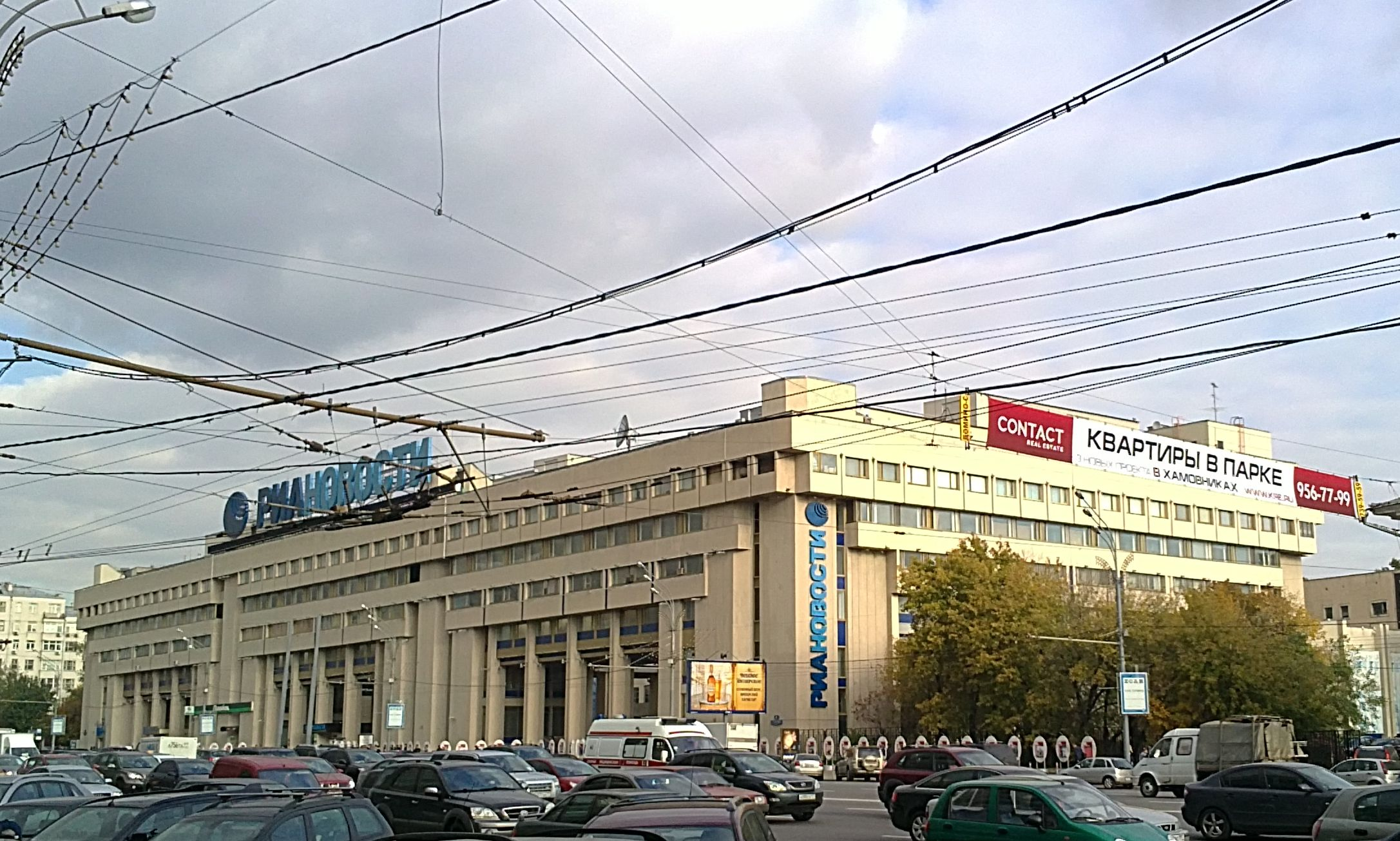

موقع إعلامي متعدد اللغات تابع لوكالة الأنباء الروسية (ريا نوفوستي - RIANovosti - РИАНовости) يضم متابعات إخبارية ومقالات ، ومختارات من الصحف الروسية وذلك من وجهة النظر الروسية كما تتيح الوكالة لعملائها الحصول على الصور الإخبارية التابعة لها.
في التاسع من كانون الأول(ديسمبر) 2013 أصدر الرئيس الروسي فلاديمير بوتين أمر بحل وكالة أنباء نوفوستي وإنشاء وكالة جديدة باسم وكالة المعلومات الدولية روسيا اليوم.

## وصلات خارجية
- موقع وكالة نوفوستي بالعربية